# Mattia Pozzo
Mattia Pozzo (Biella, 26 januari 1989) is een Italiaans voormalig wielrenner. In 2009 liep hij een halfjaar stage bij Ceramica Flaminia, maar hij kreeg geen contract. In 2013 maakt hij zijn profdebuut bij Vini Fantini-Selle Italia.

## Belangrijkste overwinningen
2008
3e etappe Ronde van de Aostavallei
2011
Trofeo Edil C
2012
9e etappe Girobio
2013
Proloog en 3e etappe Ronde van Kumano
Puntenklassement Ronde van Kumano
2014
Sprintklassement Ronde van Turkije

## Resultaten in voornaamste wedstrijden
| Jaar | Ronde van Vlaanderen |
| ---- | -------------------- |
| 2013 | opgave               |

## Ploegen
- 2009 –  Ceramica Flaminia-Bossini Docce (stagiair vanaf 1-8)
- 2013 –  Vini Fantini-Selle Italia
- 2014 –  Neri Sottoli
- 2015 –  Nippo-Vini Fantini

Andriato · Bellini · Carretero · Cecchinel · Chicchi · Colli · Conti · Dal Col · De Patre · Failli · Fedi · Finetto · Fonzi · Gil · Miletta · Monsalve · Ponzi · Pozzo · Rabottini · Taborre · Tedeschi · Viola (stagiair)
Berlato · Bisolti · Chaparro · Colli · Cunego · De Negri · Filosi · Grosu · Ishibashi · Kuroeda · Malaguti · Marini · A.Nibali · Pozzo · Stacchiotti · Viola · Yamamoto · Onesti (stagiair)